# ナチュラルポイント
ナチュラルポイント（NATURAL POINT）は、神奈川県横浜産の天然ハマっ子ご当地アイドルユニット。所属事務所・レーベルはラッド・エンターテインメント。略称は「なちゅぽ」。「ご当地アイドル殿堂入り」。

## 概要
2005年3月、f.s.p dance studio（現：トムボウイ・ダンスインスティテュート新横浜スタジオ）特別アイドル養成クラス「アイドルアカデミー」の選抜レッスン生、ゆうき、きほ、なな（NANA）の3名で結成された。2006年12月には新メンバー”まな”、が加入し4名で活動した時期もあったが、2006年3月28日に”NANA”の脱退が発表され、その後”まな”が脱退し、2008年に現在の2人編成となる。
2010年から開催された国内最大級のアイドルフェスティバル「TOKYO IDOL FESTIVAL」に3年連続で出演。2011年の年末にはホリプロ主催の「ご当地アイドルNo.1決定戦 U.M.U AWARD 2011」において日本全国のエントリーの中から関東エリア代表候補として「オールジャパンセレクション 2011」に選出された。
2013年（平成25年）8月には、NHKが展開するキャンペーン企画「全国『あまちゃん』マップ！あなたの町おこしキャンペーン」において神奈川県代表の地元サポーターに選出された。
また、翌2014年（平成26年）3月には、NHKが展開する「恋する地元キャンペーン」においてふたたび、神奈川代表の「恋ジモサポーター」に選出されている。
同年、ローソン主催の「ジモドルフェスタ2013 SUMMER」の神奈川県代表としても選ばれる。
2014年（平成26年）、2015年（平成27年）、神奈川県遊技場協同組合と神奈川福祉事業協会主催で開催された「ふれあいコンサート」では、神奈川フィルハーモニー管弦楽団の演奏にて 神奈川県知事の黒岩祐治県知事と共演した。
2015年3月、結成10年を迎えて日本ご当地アイドル活性協会より『ご当地アイドル殿堂入り』に認定された。
2017年10月21日、日産スタジアムでの新横浜パフォーマンスにおいて最後のライブが行われ、同月31日をもって三彩優希、山下キホの両メンバーは卒業。
ナチュラルポイントは活動を休止した。
2018年4月よりYOUテレビにて始まった新番組『ハマッて！鶴見』のレポーターとしてナチュラルポイントは復活。
同年8月18日、YOUテレビで生中継された鶴見川サマーフェスティバルでは、なちゅぽの二人はステージの司会進行を担当し、更にライブステージも披露した。
2020年1月1日、三彩優希が入籍。証人は相方の山下キホが務めた。
2020年3月、『ハマッて！鶴見』のMCを卒業。

## メンバー
- 三彩優希（みさい ゆうき）
  - 1991年10月9日生まれ、血液型：B型、愛称は「うーちゃん」
- 山下キホ（やました きほ）
  - 1994年12月22日生まれ、血液型：A型、愛称は「きぃ」

過去に在籍したメンバー
- NANA（なな）（初期メンバー、2006年3月28日脱退）
- まな（2006年加入、2007年脱退）

## 作品

### シングル
- 「Lovely」（2005年6月1日発売・MLEIZ-F008）

1. ラヴリーハート
2. Ready Go!
3. ハッピーダンシング

- 「Shinin’」（2007年8月1日発売・MLEIZ-F015）

1. 夏色のメロディ
2. REAL HEART

- 「SUMMER TRIANGLE」（2014年8月1日発売・mcre00002）

1. Summer Triangle
2. NPtune-2
3. REAL HEART
4. Mint Blue

### ミニアルバム
- 『NATURAL』（2014年4月25日発売・mcre00001）

1. ガールフレンド
2. パノラマ☆ヨコハマ～君と出会った横浜が好き～
3. Shooting Star
4. 夏色のメロディー
5. 劇的少女★ビフォーアフター

### 映像作品
- 劇的少女☆ビフォアアフター（2010年8月7日発売）

## 出演

### テレビ
- ハマって！鶴見（2018年4月1日 - 、YOUテレビ）
- 第32回 鶴見川サマーフェスティバル（2018年8月18日、YOUテレビ）
- Oha!4 NEWS LIVE（2011年8月12日、日本テレビ）
- ねぎ★スポ（2012年3月4日、3月11日、テレビ神奈川）
- アイドル育成バラエティーD☆D(2012年8月24日、テレビ埼玉）
- アイドル育成バラエティーD☆D(2012年8月29日、テレビ神奈川）
- アイドル育成バラエティーD☆D(2012年8月30日、千葉テレビ）
- ありがとッ!（2012年11月2日、12月7日、テレビ神奈川）
- 全国あまちゃんマップ 神奈川県(2013年10月31日、11月4日、NHK総合1)

### ラジオ
- なちゅぽのピチ★ぱち★ホリデー（かわさきFM）
- 髭男爵山田ルイ53世のルネッサンスラジオ（2013年12月2日、文化放送）[7]
  - 「Netami Fes. 2013お蔵出し音源！〜山田ルイ53世VSナチュラルポイント〜」

### 雑誌掲載
- mekiki（2011年8月、 創刊準備号）[8]
- FRIDAY DYNAMITE（2011年10月27日号、講談社）
- De☆View（2011年11月号、オリコン・エンタテイメント）
- 宝島（2011年11月号、宝島社）
- Top Yell（2011年12月号、竹書房）
- 東京グラフィティ（2012年1月号、グラフィティマガジン)
- 月刊ローソンチケット（2012年5月15日号、朝日新聞出版）
- 週刊漫画ゴラク（2012年5月18日号・5月25日号、日本文芸社）
- 横浜ウォーカー（2013年1月22日号、角川マガジンズ）
- ストリートジャック（2013年9月号、KKベストセラーズ）
- 週刊プレイボーイ（2013年10月28日号、集英社）-「進化系グループアイドル名鑑 100組666名の希望と不安」

### 書籍・ムック掲載
- ネクストブレイクアイドルNo.1（2010年、扶桑社）ISBN 978-4594607012
- 芸能界ベストセレクション 2012年度版（2012年、オリコン・エンタテインメント）ISBN 978-4871311113
- ご当地アイドル大図鑑 : U.M.U AWARD 2011オフィシャルブック（2012年、TOKIMEKIパブリッシング）ISBN 978-4048990585
- 全国あいどるmap 2012-2013（2012年、監修：全国あいどるmap製作委員会、エンターブレイン）ISBN 978-4047281905
- キュン! : J-POP GIRLS vol.6（2012年、コスミック出版）ISBN 978-4774757247
- あえるアイドル大百科（2012年、TJMOOK、宝島社）ISBN 978-4800201171

### イベント
- TOKYO IDOL FESTIVAL 2010 @Shinagawa（2010年8月7日・8日、品川プリンスホテル・グランドプリンスホテル新高輪）
- TOKYO IDOL FESTIVAL 2011 Eco&Smile（2011年8月27日・28日、お台場・青海特設会場）
- 横浜市経済局　東日本大震災復興支援「スマイル東北市」（2012年3月11日）
- 逗子海水浴場開式（2012年6月29日）
- TOKYO IDOL FESTIVAL 2012（2012年8月4日・5日、お台場・青海特設会場）
- 東京オートスタイル2012（2012年8月4・5日、東京ビッグサイト）
- NTTドコモ ドコモショップ渋谷店一日店長（2012年10月28日）
- 横浜開港記念みなと祭「ヨコハマカワイイパーク」（2013年5月3日）
- 第61回ザよこはまパレード（2013年5月3日）
- 横浜青年会議所主催「横浜たから市」（2013年6月8日）
- ローソン一日店長（2013年6月15日）
- 横浜市長選挙公開討論会（2013年8月4日）
- ローソンプレゼンツ「ジモドルフェスタ2013 SUMMER」（2013年8月25日）
- 川崎市 川崎市体育館 体育の日記念事業 無料開放日（2013年10月14日）
- ザよこはまパレード（2014年5月3日）
- 横浜開港記念みなと祭「ヨコハマカワイイパーク」（2014年5月3日）
- 横浜開港祭2014（2014年6月1日）
- アイドル共和国 首都高×FMヨコ24時間ラジオ【大黒PA】（2014年7月17日）
- 横浜開港祭2015（2015年6月2日）
- 第31回 鶴見川サマーフェスティバル（2017年8月19日）
- 第32回 鶴見川サマーフェスティバル（2018年8月18日）

### キャンペーン
- 三井住友VISAカード（2012年12月7日 - 2013年1月9日）
- 全国あまちゃんマップ あなたの街おこしキャンペーン[9]（2013年、NHK）- 地元サポーター[10]
- 恋する地元キャンペーン[11]（2014年、NHK）- 「恋ジモサポーター」神奈川県代表

### ネット配信
- 横浜ウォーカーゼミ5回目（2011年8月23日、ツブヤ大学）[12]
- 米米CLUBジェームス小野田アワー(仮)（BITMOVIE）
- なちゅぽのピチ★ぱち★ホリデー（BITMOVIE）[13]
- ナチュラルポイント｜神奈川県横浜産の天然アイドル（SHOWROOM)[14]

### WEB
- OKGuide公認モデルガイド（2011年4月 - 、株式会社オウケイウェイヴ）[15]

### ダンス振り付け
- ジェームス小野田（米米CLUB）「川崎市体育館 体育の日 無料開放日」（2013年10月14日）
- TBS『キズナ食堂』コーナー「一発屋 〜海の家〜」江ノ島イベントダンス振り付け（鼠先輩・ムーディ勝山・鉄拳・小梅太夫）